# Phyllocnistis wampella
Phyllocnistis wampella är en fjärilsart som beskrevs av Liu och Zeng 1985. Phyllocnistis wampella ingår i släktet Phyllocnistis och familjen styltmalar. Inga underarter finns listade i Catalogue of Life.